# Tiberius Julius Rhescuporis III
Rhescuporis III (tiếng Hy Lạp: Τιβέριος Ἰούλιος Ῥησκούπορις Γ' Φιλοκαῖσαρ Φιλορωμαῖος Eὐσεβής, Tiberios Iulios Rheskouporis Philocaesar Philoromaios Eusebes, đầu thế kỷ thứ 3 – mất năm 228) là một vị vua người Rô-ma của Vương quốc Bosporos. Như các vị vua Bosporos khác, Rhescuporis III được biết đến từ việc đúc tiền, vì vậy các sự kiện lịch sử trong thời gian tại vị của ông thường có ít thông tin.